# Novo Oriente do Piauí
Novo Oriente do Piauí est une municipalité brésilienne située dans l'État du Piauí.